# Trigonum femorale mediale
Het trigonum femorale mediale, ook weleens de driehoek van Scarpa genaamd, is een driehoekige gleuf aan de boven-binnenzijde van de dij. Het ligt iets meer mediaal dan het trigonum femorale laterale. 
De begrenzing van dit trigonum worden gevormd door:
- Lateraal: musculus sartorius
- Mediaal: musculus adductor longus
- Craniaal: ligamentum inguinale

Door de driehoek van Scarpa lopen verschillende vasculonerveuze elementen. Van lateraal naar mediaal vindt men:
- Buiten de vagina femoris: n. cutaneus femoris lateralis, n. femoralis.
- Binnen de vagina femoris: a. femoralis, v. femoralis.

Men kan het trigonum femorale mediale beter zichtbaar maken door middel van een flexie, abductie en exorotatie van de heup (tegen weerstand).